# HoSt Home-Start
HoSt Home-Start Česká republika je nevládní nezisková organizace zaměřená na podporu rodičů a jejich péči o dítě, které je mladší 6 let. Organizace HoSt Home-Start Česká republika byla založena 23. ledna 2003.
Hlavním cílem HoStu je předcházení rizikům již ve stádiu jejich zrodu. Zaměřuje se na podporu vývoje dětí v raném stádiu, které je z hlediska formování osobnosti a budoucích mezilidských vztahu nejpodstatnější. Tento přístup včasného a cíleného zásahu je v zahraničí osvědčený a v podmínkách ČR stále vzácný.

## Popis fungování organizace
Podpora rodičů se děje prostřednictvím vyškolených dobrovolníků přímo v domácnostech rodin, kde působí jako hosté v jejich přirozeném prostředí. Významnou podmínkou služeb HoStu je, že dobrovolníkem může být pouze osoba s rodičovskými zkušenostmi. To znamená, že dobrovolníky jsou sami rodiče, kteří již překonali různé fáze vývoje rodiny a mají konkrétní představu o situacích a problémech, do kterých se mohou mladí a nezkušení rodiče dostat. Mohou tak pochopit a i předvídat různé nepříjemné životní situace, které mohou v průběhu zakládání nebo fungování mladé rodiny nastat (mladou rodinou rozumíme rodinu, kde je alespoň jedno dítě do věku 6 let).
HoSt se snaží být vstřícným a nápomocným zázemím pro rodiče, kterým v přirozené sociální síti chybí jistota. Funguje na principu dobrovolné přátelské pomoci zkušeného rodiče-dobrovolníka nezkušenému rodiči-klientu, rodič rodiči. Umožňuje rodičům získat stabilitu, kompetence a pozitivní motivaci pro vytvoření stabilního a láskyplného zázemí pro vývoj jejich dětí. Posilováním kompetencí rodičů zvládat pro ně náročné problémy služba směřuje k omezení potenciální konfliktnosti rodinného prostředí. Před zahájením svého působení v rodinách musí všichni dobrovolníci projít přípravným kurzem pro práci s rodinou a dětmi, aby byli správně vyškoleni a nabyli vhodné znalosti a zkušenosti.
Návštěvy v domácnostech probíhají pouze na pozvání rodičů, tedy se souhlasem klienta (písemným souhlasem v souladu se zákonem č. 359/1999 Sb., o sociálně právní ochraně dětí)

## Působnost v ČR
Pobočky HoSt Home-Startu působí v Praze (od roku 2003), v Brně (od roku 2007) a v Liberci (od roku 2007).

## Články, literatura
- Colette McAuley, Martin Knapp, Jennifer Beecham, Nyree McCurry and Michelle Sleed: Young families under stress: Outcomes and costs of Home-Start support. Joseph Rowntree Foundation. ISBN 1-85935-217-0
- HoSt v pořadu Kafemlýnek
- Zpráva z výzkumu Learning from families (pdf)